# Variable Seegurke
Die Variable Seegurke (Isostichopus badionotus), auch Drei-Reihen-Seewalze genannt, ist eine Seegurke aus der Karibik und dem tropischen, westlichen Atlantik von den Bermudas, und South Carolina bis an die Küste Brasiliens. Sie lebt einzeln in flachem Wasser auf Sand- oder Schuttböden in der Nähe von Korallenriffen und in Seegraswiesen, von der Niedrigwasserlinie bis in Tiefen von 20 Metern. Jungtiere leben verborgen zwischen Steinen und Korallenschutt.

## Merkmale

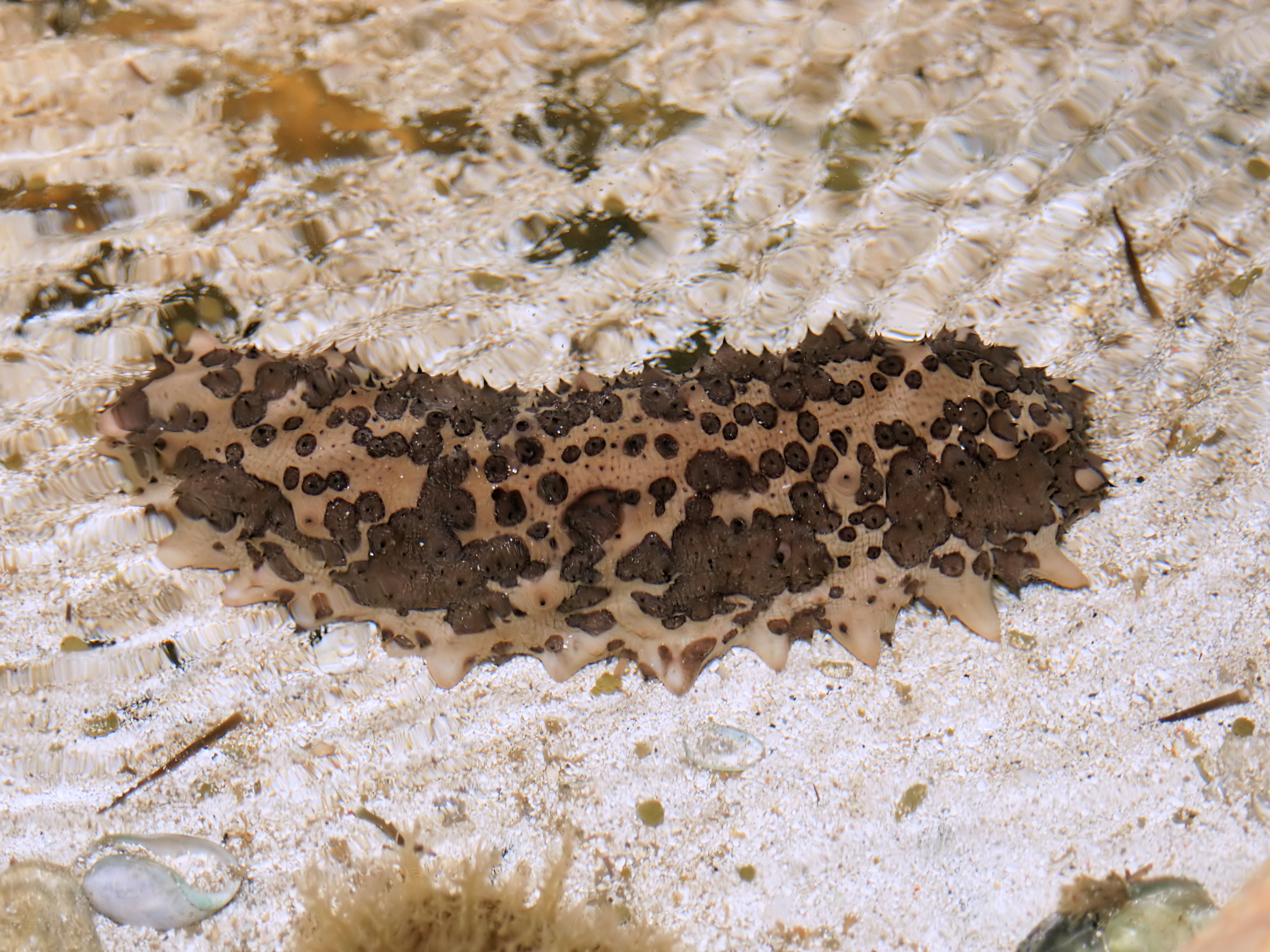
Eine Variable Seegurke in bräunlicherer Farbe

Die Variable Seegurke wird 45 bis 50 Zentimeter lang. Ihre Farbe ist sehr variabel, die Grundfarbe ist meist braun oder gelblich. Dazu kontrastieren die meist andersfarbigen, schwarzen oder hellgelben,  Warzen auf dem Rücken. Es gibt Exemplare mit heller Grundfarbe und dunklen Warzen und umgekehrt. Einfarbige Tiere sind selten. An der Unterseite hat sie drei Reihen dunkler Röhrenfüßchen. Die mittlere Reihe ist breiter und durch einen Saum zweigeteilt. Variable Seegurken ernähren sich von organischen Partikeln, die sie vom Boden aufnehmen.
Sie hat keine Cuvierschen Schläuche. Im Darm der Seegurke leben manchmal Eingeweidefische.